# Campionato nordamericano femminile under 18 di pallavolo 2016
Il campionato nordamericano femminile under 18 di pallavolo 2016 si è svolto dal 2 al 7 settembre 2016 a San Juan, a Porto Rico: al torneo hanno partecipato otto squadre nazionali under 18 nordamericane e la vittoria finale è andata per la seconda volta consecutiva alla Rep. Dominicana.

## Impianti
|                                                                        |  |  |
|                                                                        |  |  |
| Coliseo Pedrín Zorrilla Città: San Juan Capienza: - Anno d'apertura: - |  |  |

## Regolamento

### Formula
Le squadre hanno disputato una prima fase a gironi con formula del girone all'italiana; al termine della prima fase:
- Le prime tre classificate di ogni girone hanno acceduto alla fase finale per il primo posto, strutturata in quarti di finale, a cui hanno partecipato solo le secondo e le terze classificate, semifinali, finale per il terzo posto e finale.
- L'ultima classificata di ogni girone e le due eliminate ai quarti di finale della fase finale per il primo posto hanno acceduto alla fase finale per il quinto posto, strutturata in semifinali, finale per il settimo posto e finale per il quinto posto.

### Criteri di classifica
Se il risultato finale è stato di 3-0 sono stati assegnati 5 punti alla squadra vincente e 0 a quella sconfitta, se il risultato finale è stato di 3-1 sono stati assegnati 4 punti alla squadra vincente e 1 a quella sconfitta, se il risultato finale è stato di 3-2 sono stati assegnati 3 punti alla squadra vincente e 2 a quella sconfitta.
L'ordine del posizionamento in classifica è stato definito in base a:
- Numero di partite vinte;
- Punti;
- Ratio dei set vinti/persi;
- Ratio dei punti realizzati/subiti;
- Risultati degli scontri diretti.

## Squadre partecipanti
| Squadra         | Qualificazione      | Ultima partecipazione |
| --------------- | ------------------- | --------------------- |
| Barbados        | -                   | ?                     |
| Costa Rica      | -                   | Costa Rica 2014       |
| Guatemala       | -                   | Costa Rica 2014       |
| Messico         |                     | Costa Rica 2014       |
| Porto Rico      | Paese organizzatore | Costa Rica 2014       |
| Rep. Dominicana | -                   | Costa Rica 2014       |
| Saint-Martin    | -                   | ?                     |
| Stati Uniti     | -                   | Costa Rica 2014       |

## Torneo

### Fase a gironi
| Girone A     | Girone B        |
| ------------ | --------------- |
| Costa Rica   | Barbados        |
| Messico      | Guatemala       |
| Porto Rico   | Rep. Dominicana |
| Saint-Martin | Stati Uniti     |

#### Girone A

##### Risultati
| 2 settembre 2016 Coliseo Pedrín Zorrilla, San Juan Durata: 1h:15 - Spettatori: 100 | Messico      | 3 - 0 | Costa Rica   | 25-20, 25-16, 25-16 |
| 2 settembre 2016 Coliseo Pedrín Zorrilla, San Juan Durata: 0h:49 - Spettatori: 260 | Porto Rico   | 3 - 0 | Saint-Martin | 25-5, 25-4, 25-4    |
| 3 settembre 2016 Coliseo Pedrín Zorrilla, San Juan Durata: 0h:46 - Spettatori: 100 | Saint-Martin | 0 - 3 | Messico      | 1-25, 6-25, 2-25    |
| 3 settembre 2016 Coliseo Pedrín Zorrilla, San Juan Durata: 1h:10 - Spettatori: 250 | Porto Rico   | 3 - 0 | Costa Rica   | 25-10, 25-3, 27-25  |
| 4 settembre 2016 Coliseo Pedrín Zorrilla, San Juan Durata: 0h:57 - Spettatori: 100 | Costa Rica   | 3 - 0 | Saint-Martin | 25-8, 25-7, 25-8    |
| 4 settembre 2016 Coliseo Pedrín Zorrilla, San Juan Durata: 1h:24 - Spettatori: 450 | Porto Rico   | 0 - 3 | Messico      | 18-25, 17-25, 24-26 |

##### Classifica
| Pos | Squadra      | Pt | G | V | P | SV | SP | Ratio | PF  | PS  | Ratio |
| --- | ------------ | -- | - | - | - | -- | -- | ----- | --- | --- | ----- |
| 1   | Messico      | 15 | 3 | 3 | 0 | 3  | 0  | MAX   | 226 | 120 | 1.883 |
| 2   | Porto Rico   | 10 | 3 | 2 | 1 | 6  | 3  | 2,000 | 211 | 127 | 1.661 |
| 3   | Costa Rica   | 5  | 3 | 1 | 2 | 3  | 6  | 0,500 | 165 | 175 | 0.942 |
| 4   | Saint-Martin | 0  | 3 | 0 | 3 | 0  | 9  | 0,000 | 45  | 225 | 0.200 |

#### Girone B

##### Risultati
| 2 settembre 2016 Coliseo Pedrín Zorrilla, San Juan Durata: 1h:00 - Spettatori: 150 | Stati Uniti     | 3 - 0 | Guatemala       | 25-12, 25-12, 25-10               |
| 2 settembre 2016 Coliseo Pedrín Zorrilla, San Juan Durata: 1h:01 - Spettatori: 100 | Rep. Dominicana | 3 - 0 | Barbados        | 25-10, 25-13, 25-13               |
| 3 settembre 2016 Coliseo Pedrín Zorrilla, San Juan Durata: 0h:57 - Spettatori: 100 | Barbados        | 0 - 3 | Stati Uniti     | 13-25, 8-25, 11-25                |
| 3 settembre 2016 Coliseo Pedrín Zorrilla, San Juan Durata: 0h:57 - Spettatori:     | Guatemala       | 0 - 3 | Rep. Dominicana | 7-25, 9-25, 11-25                 |
| 4 settembre 2016 Coliseo Pedrín Zorrilla, San Juan Durata: 1h:45 - Spettatori: 200 | Barbados        | 1 - 3 | Guatemala       | 25-16, 24-26, 23-25, 18-25        |
| 4 settembre 2016 Coliseo Pedrín Zorrilla, San Juan Durata: 2h:12 - Spettatori: 700 | Stati Uniti     | 3 - 2 | Rep. Dominicana | 25-23, 14-25, 23-25, 25-23, 16-14 |

##### Classifica
| Pos | Squadra         | Pt | G | V | P | SV | SP | Ratio | PF  | PS  | Ratio |
| --- | --------------- | -- | - | - | - | -- | -- | ----- | --- | --- | ----- |
| 1   | Stati Uniti     | 13 | 3 | 3 | 0 | 9  | 2  | 4,500 | 253 | 176 | 1,437 |
| 2   | Rep. Dominicana | 12 | 3 | 2 | 1 | 8  | 3  | 2,666 | 260 | 166 | 1,566 |
| 3   | Guatemala       | 4  | 3 | 1 | 2 | 3  | 7  | 0,428 | 153 | 240 | 0,634 |
| 4   | Barbados        | 1  | 3 | 0 | 3 | 1  | 9  | 0,111 | 158 | 242 | 0,652 |

### Fase finale

#### Finali 1º e 3º posto
|  | Quarti          | Quarti          |                 |            | Semifinali         | Semifinali         |  |  | Finale 1º/2º posto | Finale 1º/2º posto |
|  |                 |                 |                 |            |                    |                    |  |  |                    |                    |
|  |                 |                 |                 |            |                    |                    |  |  |                    |                    |
|  |                 |                 |                 |            |                    |                    |  |  |                    |                    |
|  | -               | -               |                 |            |                    |                    |  |  |                    |                    |
|  | -               | -               |                 |            |                    |                    |  |  |                    |                    |
|  | -               | -               |                 |            |                    |                    |  |  |                    |                    |
|  | -               | -               | Messico         | 0          |                    |                    |  |  |                    |                    |
|  |                 |                 | Messico         | 0          |                    |                    |  |  |                    |                    |
|  |                 | Rep. Dominicana | 3               |            |                    |                    |  |  |                    |                    |
|  | Rep. Dominicana | Rep. Dominicana | 3               | 3          |                    |                    |  |  |                    |                    |
|  | Rep. Dominicana |                 |                 | 3          |                    |                    |  |  |                    |                    |
|  | Costa Rica      | 0               |                 |            |                    |                    |  |  |                    |                    |
|  | Costa Rica      | 0               | Rep. Dominicana | 3          |                    |                    |  |  |                    |                    |
|  |                 |                 | Rep. Dominicana | 3          |                    |                    |  |  |                    |                    |
|  |                 | Stati Uniti     | 2               |            |                    |                    |  |  |                    |                    |
|  | -               | Stati Uniti     | 2               | -          |                    |                    |  |  |                    |                    |
|  | -               |                 |                 | -          |                    |                    |  |  |                    |                    |
|  | -               | -               |                 |            |                    |                    |  |  |                    |                    |
|  | -               | -               | Stati Uniti     | 3          | Finale 3º/4º posto | Finale 3º/4º posto |  |  |                    |                    |
|  |                 |                 | Stati Uniti     | 3          | Finale 3º/4º posto | Finale 3º/4º posto |  |  |                    |                    |
|  |                 | Porto Rico      | 2               |            |                    |                    |  |  |                    |                    |
|  | Porto Rico      | Porto Rico      | 2               | 3          | Messico            | 3                  |  |  |                    |                    |
|  | Porto Rico      |                 |                 | 3          | Messico            | 3                  |  |  |                    |                    |
|  | Guatemala       | 0               |                 | Porto Rico | 0                  |                    |  |  |                    |                    |
|  | Guatemala       | 0               |                 |            | 0                  |                    |  |  |                    |                    |
|  |                 |                 |                 |            |                    |                    |  |  |                    |                    |
|  |                 |                 |                 |            |                    |                    |  |  |                    |                    |

##### Quarti di finale
| 5 settembre 2016 Coliseo Pedrín Zorrilla, San Juan Durata: 1h:06 - Spettatori: 100 | Rep. Dominicana | 3 - 0 | Costa Rica | 25-15, 25-11, 25-17 |
| 5 settembre 2016 Coliseo Pedrín Zorrilla, San Juan Durata: 1h:11 - Spettatori: 250 | Porto Rico      | 3 - 0 | Guatemala  | 25-10, 25-21, 25-15 |

##### Semifinali
| 6 settembre 2016 Coliseo Pedrín Zorrilla, San Juan Durata: 2h:17 - Spettatori: 350 | Stati Uniti | 3 - 2 | Porto Rico      | 19-25, 25-21, 25-20, 20-25, 15-10 |
| 6 settembre 2016 Coliseo Pedrín Zorrilla, San Juan Durata: 1h:19 - Spettatori: 200 | Messico     | 0 - 3 | Rep. Dominicana | 18-25, 16-25, 21-25               |

##### Finale 3º posto
| 7 settembre 2016 Coliseo Pedrín Zorrilla, San Juan Durata: 1h:22 - Spettatori: 350 | Porto Rico | 0 - 3 | Messico | 20-25, 18-25, 19-25 |

##### Finale
| 7 settembre 2016 Coliseo Pedrín Zorrilla, San Juan Durata: 2h:08 - Spettatori: 300 | Stati Uniti | 0 - 3 | Rep. Dominicana | 25-18, 25-17, 22-25, 20-25, 13-15 |

#### Finale 5º e 7º posto
|  | Semifinali   | Semifinali   | Semifinali |           |            | Finale 5º/6º posto | Finale 5º/6º posto | Finale 5º/6º posto |  |
|  |              |              |            |           |            |                    |                    |                    |  |
|  | Barbados     | Barbados     | 0          |           |            |                    |                    |                    |  |
|  | Barbados     | Barbados     | 0          |           |            |                    |                    |                    |  |
|  | Costa Rica   | Costa Rica   | 3          |           |            |                    |                    |                    |  |
|  | Costa Rica   | Costa Rica   | 3          |           | Costa Rica | Costa Rica         | 3                  |                    |  |
|  |              |              |            |           | Costa Rica | Costa Rica         | 3                  |                    |  |
|  |              |              | Guatemala  | Guatemala | 1          |                    |                    |                    |  |
|  | Saint-Martin | Saint-Martin | Guatemala  | Guatemala | 1          | 0                  |                    |                    |  |
|  | Saint-Martin | Saint-Martin |            |           |            | 0                  |                    |                    |  |
|  | Guatemala    | Guatemala    | 3          |           |            | Finale 7º/8º posto | Finale 7º/8º posto | Finale 7º/8º posto |  |
|  | Guatemala    | Guatemala    | 3          |           |            |                    |                    |                    |  |
|  |              |              |            |           |            |                    |                    |                    |  |
|  |              |              |            |           |            | Barbados           | Barbados           | 3                  |  |
|  |              |              |            |           |            | Barbados           | Barbados           | 3                  |  |
|  |              |              |            |           |            | Saint-Martin       | Saint-Martin       | 0                  |  |

##### Semifinali
| 6 settembre 2016 Coliseo Pedrín Zorrilla, San Juan Durata: 0h:59 - Spettatori: 100 | Barbados     | 0 - 3 | Costa Rica | 10-25, 9-25, 12-25 |
| 6 settembre 2016 Coliseo Pedrín Zorrilla, San Juan Durata: 0h:55 - Spettatori: 150 | Saint-Martin | 0 - 3 | Guatemala  | 10-25, 7-25, 7-25  |

##### Finale 7º posto
| 7 settembre 2016 Coliseo Pedrín Zorrilla, San Juan Durata: 0h:49 - Spettatori: 100 | Barbados | 3 - 0 | Saint-Martin | 25-12, 25-4, 25-8 |

##### Finale 5º posto
| 7 settembre 2016 Coliseo Pedrín Zorrilla, San Juan Durata: 1h:20 - Spettatori: 100 | Costa Rica | 3 - 1 | Guatemala | 21-25, 25-15, 25-22, 25-23 |

## Classifica finale
| Pos     | Squadra         | Rosa |
| ------- | --------------- | --- |
| Oro     | Rep. Dominicana | Formazione: 1 de la Rosa, 2 Guillén, 4 Terrero, 5 Severino, 6 Durán, 8 Martínez, 10 Y. Rodríguez, 11 Féliz, 13 Dájer, 15 R. Rodríguez, 17 González, 18 B. Rodríguez, CT: Ceccato |
| Argento | Stati Uniti     | Formazione: 4 Summers, 5 Eggleston, 6 Fields, 7 Gray, 8 Grunze, 10 Kipp, 12 Martinez, 13 Nuneviller, 14 O'Leary, 17 Powell, 20 Schirmer, 23 Warner, CT: Virtue                   |
| Bronzo  | Messico         | Formazione: 1 Guereca, 2 Salinas, 3 Zamarripa, 4 Nava, 5 López, 6 Mireles, 7 Parra, 8 Castro, 9 Vela, 10 Siller, 11 Muñoz, 12 Landeros, 13 Díaz, CT: Naranjo                     |
| 4.      | Porto Rico      | Formazione: 1 Pérez, 2 Pagán, 3 Cestero, 4 Victoriá, 7 S. García, 10 Moro, 11 Ayala, 12 Vázquez, 13 J. García, 14 Bérrios, 16 Rios, 17 López, CT: Ortiz                          |
| 5.      | Costa Rica      | Formazione: 1 Linares, 5 Espinoza, 7 Campos, 8 Castro, 9 Arroyo, 11 Volkovs, 12 Monge, 17 Rodríguez, 18 Sáenz, 21 Fuentes, 23 Madriz, 25 Johnson, CT: López                      |
| 6.      | Guatemala       | Formazione: 1 Jerónimo, 2 Tornoe, 4 Chavarría, 5 Juárez, 10 Tenenbaum, 11 Alvarado, 12 Ortega, 14 Gómez, 16 Sánchez, 17 Serra, 18 Cardona, 20 Castellanos, CT: Callejas          |
| 7.      | Barbados        | Formazione: 4 Boyce, 9 Jordan, 10 Durant, 11 Greenidge, 12 Alleyne, 13 Niles, 14 Sealy, 15 Addison, 17 James, 18 Drakes, 19 Evelyn, 20 Shillingford, CT: Pooler                  |
| 8.      | Saint-Martin    | Formazione: 1 Delva, 2 Senecharles, 3 Lake, 4 Dentika, 5 Javois, 6 Vadeleux, 7 Jacob, 8 Ehrmann, 9 Brooks, 10 Richaud, 11 Faisal, 12 Hodges, CT: Lezin                           |

|  |  |  | Qualificate al Campionato mondiale under 18 2017 |

## Premi individuali
| Premio                 | Nome               | Squadra         |
| ---------------------- | ------------------ | --------------- |
| MVP                    | Natalia Martínez   | Rep. Dominicana |
| Miglior realizzatrice  | Natalia Martínez   | Rep. Dominicana |
| Miglior servizio       | Sofía García       | Porto Rico      |
| Miglior ricevitrice    | Joseline Landeros  | Messico         |
| Miglior difesa         | María José Castro  | Costa Rica      |
| Miglior palleggiatrice | Camila de la Rosa  | Rep. Dominicana |
| Miglior opposto        | Yanlis Féliz       | Rep. Dominicana |
| Miglior schiacciatrice | Madeline Guillén   | Rep. Dominicana |
| Miglior schiacciatrice | Haley Warner       | Stati Uniti     |
| Miglior centrale       | Geraldine González | Rep. Dominicana |
| Miglior centrale       | Loraine López      | Porto Rico      |
| Miglior libero         | Joseline Landeros  | Messico         |